# Paix de Caltabellotta

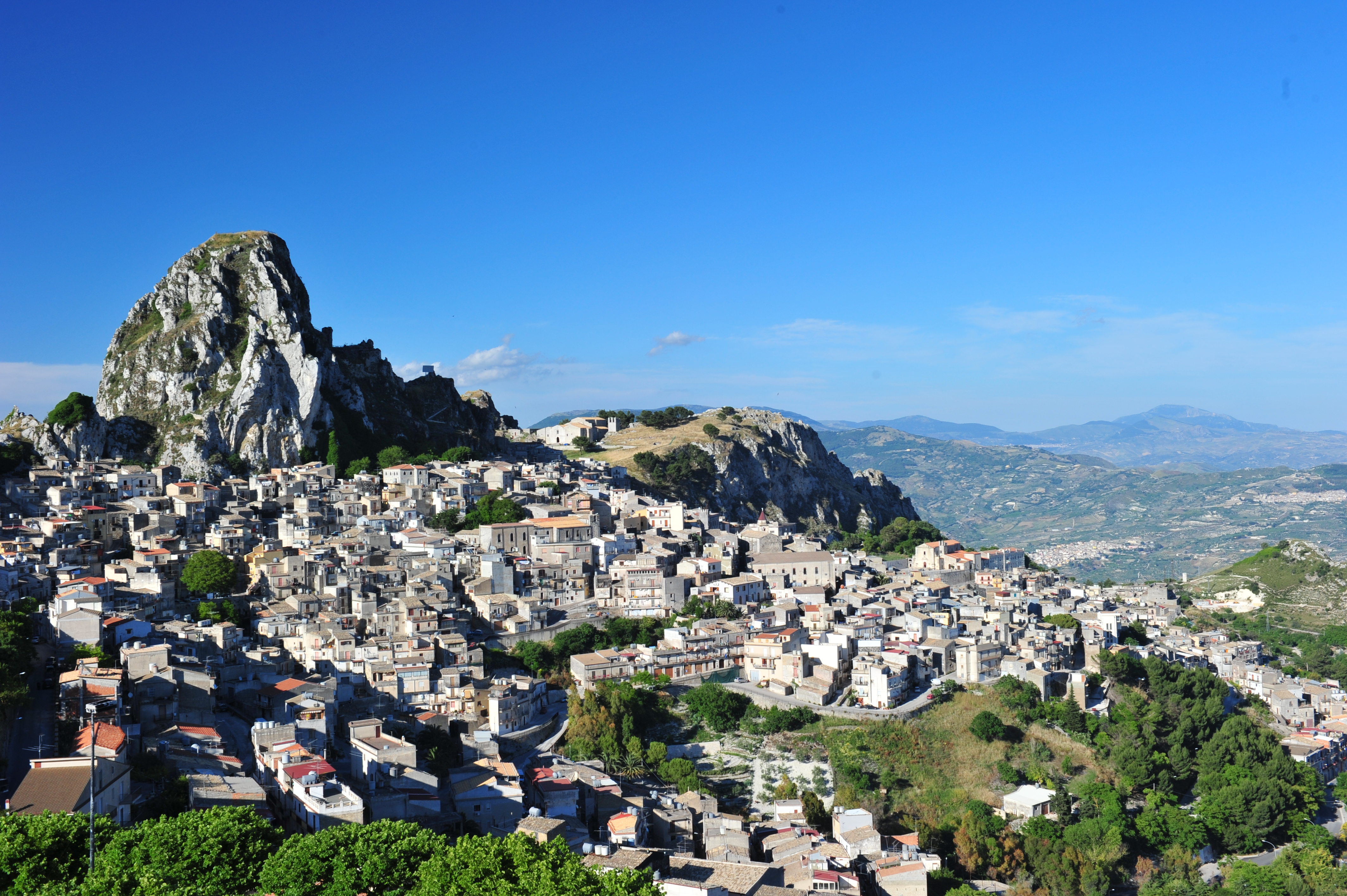
Caltabellotta, en juin 2011

La paix de Caltabellotta, qui fut signée le 31 août 1302, est un traité intervenant dans la lutte opposant la maison d'Aragon à la maison d'Anjou, pour le contrôle de la Sicile insulaire. Il est conclu à la suite de l'expédition de Charles de Valois, au service de Charles II d'Anjou, contre Frédéric de Sicile en 1302. Ce traité marque la fin de la Guerre des Vêpres commencée vingt ans plus tôt en 1282.

## Contexte historique

### La guerre des Vêpres
Depuis 1282, Aragon et Angevins de Naples s'affrontent dans le cadre de guerre des Vêpres. Le 30 mars 1282 la population de Palerme s'est révoltée contre l'autorité de Charles d'Anjou, maître de l'Italie du Sud depuis 1266, en tant que roi de Sicile investi par le pape. Pierre III d'Aragon prend alors le contrôle de l'île de Sicile au nom de ses enfants, dont la mère est Constance de Hohenstaufen (dynastie impériale en possession du royaume de Sicile avant Charles d'Anjou. S'ouvre alors une guerre ouverte entre la royauté angevine et la couronne d'Aragon pour la maîtrise de l'île.
Se sentant menacé par la présence aragonaise proche des Etats pontificaux, le pape Martin IV vient en aide à son vassal en excommuniant le roi Pierre III d'Aragon. Par l'intermédiaire du cardinal légat Jean Cholet, la papauté offre à Philippe III de France une croisade, pour placer Charles de Valois, fils cadet de Philippe, à la couronne d'Aragon, en lieu et place de Pierre III. La campagne militaire, entreprise en 1285, s'avère cependant un cuisant échec et n'aboutit pas.
D'autre part, autour du détroit de Messine se poursuivent d'importants affrontements lors desquels s'illustre notamment l'amiral Roger de Lauria. Les Aragonais ont un temps comme avantage d'avoir capturé le prince de Tarente devenu Charles II d'Anjou à la mort de son père en 1285. Mais sa libération rééquilibre la situation. Ainsi, de nombreuses rencontres diplomatiques se succèdent sans parvenir à conclure un accord définitif : Tarascon, Logroño, La Junquera.
Le nouveau pape Boniface VIII finit par obtenir un accord commun à tous les partis au traité d'Anagni en 1295. Charles de Valois renonce à la couronne espagnol octroyée par Martin IV. Jacques II, roi d'Aragon depuis 1291, voit son excommunication levée mais doit contribuer à la restitution de l'île de Sicile à Charles II de Naples. Frédéric, frère cadet de Jacques II et alors lieutenant du roi en Sicile, se voit accordé une compensation en la promesse d'un mariage avec Catherine de Courtenay et donc la possible conquête de Constantinople dont elle est l'héritière. Le retour de l'île de Sicile aux mains des angevins n'aura finalement jamais lieu. En effet, Catherine refuse d'épouser Frédéric III et celui se fait couronner roi en Sicile.
En 1298, Boniface VIII mobilise Jacques II d'Aragon, revenu dans les rangs de l’Église pour tenter une nouvelle fois de reprendre la Sicile par les armes. Cependant, Jacques II peu enclin à léser son propre frère est peu investi dans l’opération qui échoue alors.

### L'expédition italienne de Charles de Valois
En 1301, Charles de Valois épouse Catherine de Courtenay, impératrice titulaire de Constantinople, et projette donc de mener une croisade pour récupérer l'Empire byzantin au nom de sa femme. Le pape Boniface VIII, qui a fourni les dispenses pour ce mariage, y est favorable mais soumet cette croisade à une expédition préalable en Italie, son objectif principal est de reprendre là où Jacques II avait échoué : la reconquête de la Sicile.
Lors de cette expédition, Charles de Valois mate notamment les Gibelins et Guelfes Blancs en Toscane à la demande du pape. Il poursuit ensuite son voyage plus au Sud pour aller servir Charles II et tenter de reprendre le contrôle de l'île de Sicile que Frédéric n'a finalement jamais abandonnée. Charles de Valois arrive en mai 1302 à Naples. Charles de Valois obtient le droit de traiter avec les rebelles au nom du roi de Naples. Un appel aux armes est formé dans le royaume pour constituer une armée de 3 000 cavaliers et 20 000 piétons sous les ordres de Charles de Valois et Robert de Calabre qui occupe également une place majeur dans l'expédition.
Charles de Valois qui avait pourtant fait ses preuves lors des guerres de Gascogne et de Flandre, ne parvient à aucun résultat en Sicile. Les Angevins et Français parviennent rapidement à prendre Termes et pillent les vallées de l'Ouest sicilien (Val de Polizzi et du Val de Mazzara). Cependant la campagne s'enlise rapidement : certaines villes comme Palerme ou Sciacca, pourtant indiquée comme la plus petite ville de l'île par le chroniqueur Muntaner, résistent. Charles de Valois, qui plus est, peine à s'imposer comme chef de l'armée, il y a d'ailleurs quelques tensions entre Italiens, Provençaux et Français. Frédéric qui a bien saisi son infériorité face aux nombreuses troupes du capétien, préfère éviter les batailles rangées et privilégier la guérilla. La guerre est épuisante pour les deux côtés,.

## Le traité

### Les négociations
Un évènement amène Charles de Valois à mettre définitivement fin aux opérations : le 11 juillet 1302 a lieu en Flandre la bataille de Courtrai qui annihile une grande partie de la chevalerie française. En outre, la soudaine montée des tensions entre son frère Philippe le Bel et Boniface VIII rend sa position délicate. Le retour en France de Charles de Valois s'avère alors nécessaire. Il négocie donc à la hâte une paix avec Frédéric d'Aragon : le traité de Caltabellota. De fait, Charles de Valois avait reçu de la part du roi de Naples les pouvoirs de traiter la paix en mai 1302 avant l'expédition.
Le 19 août 1302 une phase de négociations préliminaires s'ouvre entre les représentants des deux partis. Charles de Valois se fait alors représenter par deux chevaliers, Thibault de Chepoy et Aymeric de Sus. Les négociations se déroulent à Castronovo, une place forte à mi-chemin entre Sciacca cernée par les Français et la forteresse de Caltabellota où a trouvé refuge Frédéric d’Aragon un vingtaine de kilomètres au Nord-Est. La rencontre officielle entre Charles de Valois et Frédéric d'Aragon a lieu du 24 au 26 août 1302 entre Caltabellota et Sciacca.

### Les termes du traité
Le traité met fin aux faits d'armes entre l'armée franco-angevine et celle de Frédéric de Sicile, il tente en outre de trouver une nouvelle issue au conflit de jure sur la Sicile, irrésolu depuis 1282. Trois points essentiels sont mis en place par cette paix.
Frédéric III garde la Sicile, mais à titre viager ; en outre, il est contraint de prendre le titre de roi de Trinacrie, afin de laisser aux Angevins la seule prééminence du titre de roi de Sicile. La possession de la Sicile étant viagère, l'île doit revenir à la dynastie angevine à la mort de Frédéric III. En compensation, Frédéric se voit promettre le soutien à la conquête de Chypre pour y voir régner sa descendance. 
Pour corroborer la paix, Frédéric III épouse Eleonore d'Anjou, fille du roi Charles II de Naples. Ce projet d'union des deux maisons avait déjà été envisagé par Jacques II d'Aragon quelques années plus tôt.
Parallèlement, Charles de Valois conclue un second traité avec Frédéric III. Ce dernier s'engage notamment à mettre à disposition du prince français une flotte pour l'aider à la conquête de Constantinople, empire sur lequel son mariage avec Catherine de Courtenay lui-donne des prétentions.
Le chroniqueur italien Giovanni Villani conclut assez ironiquement l'expédition de Charles de Valois en Italie : « Charles vint en Toscane pour faire la paix et la laissa en guerre, il alla en Sicile faire la guerre et il y fit une honteuse paix ».

### Les suites de la paix
Boniface VIII, furieux de ne pas voir les Aragonais mis hors de Sicile, refuse dans un premier temps de ratifier le traité. Un échange d'ambassade au cours de décembre 1302 et la reconsidération de certains points sont nécessaires à l'approbation pontificale.
À la suite de cette paix, Roger de Flor et les Almogavres, qui avaient combattu avec le roi Frédéric, se retrouvèrent sans emploi et offrirent leurs services à Andronic II Paléologue. Ils forment ainsi la Compagnie Catalane, un groupe de mercenaires assez autonome, actif dans la mer Egée.

### Etudes
- Granà, Michele. « Il trattato di Caltabellotta ». Atti della Reale Accademia di Scienze Lettere e Arti di Palermo. 2. Lettere 35 (1976 1975): p.291‑334.
- Kiesewetter, Andreas. « Das sizialianische Zweistaatenproblem (1282-1302). » In Unità politica e differenze regionali nel regno de Sicilia, p.247‑95. Lecce-Potenza: Congendo Editore, 1992.

### Sources
- Les registres de Boniface VIII: recueil des bulles de ce pape. (éd. Georges Digard, Antoine Thomas et Maurice Faucon.) 4 vol. Bibliothèque des Ecoles françaises d’Athènes et de Rome. Paris: E. de Boccard, 1884. Actes n°5348.

- Chronique de Nicolas Speciale, (Rerum Italicarum Scriptores)
- Chronique de Giovanni Villani, livre 8 (Rerum italicarum Scriptores)

- Ramon Muntaner, Les Almogavres. L'expédition des Catalans en Orient, Éditions Anacharsis, 2002.